# Samuel Henrique Silva Guimaraes
Samuel Henrique Silva Guimaraes (nacido el 23 de julio de 1989) es un futbolista brasileño que se desempeña como centrocampista.

## Trayectoria

### Clubes
| Club            | País   | Año         |
| --------------- | ------ | ----------- |
| Sagan Tosu      | Japón  | 2009        |
| XV de Jaú       | Brasil | 2010 - 2012 |
| Tonan Maebashi  | Japón  | 2013        |
| Goiânia         | Brasil | 2014        |
| Veertien Kuwana | Japón  | 2014        |